# Dòng họ Đặng ở Lương Xá
Dòng họ Đặng ở Lương Xá là một dòng họ có lịch sử lâu đời ở Việt Nam, định cư ở thôn Lương Xá thuộc tỉnh Hà Tây từ khoảng thế kỷ 15.

## Lịch sử
Dòng họ Đặng ở Lương Xá là một chi của họ Đặng định cư lâu đời ở thôn Lương Xá huyện Chương Đức, về sau thuộc xã Lam Điền, huyện Chương Mỹ, tỉnh Hà Tây (nay là Hà Nội). Người được xem là thủy tổ của chi này là Đặng Huấn, cha của Đặng Thị Ngọc Dao. Về sau, Ngọc Dao được gả làm thứ phi của chúa Trịnh Tùng, lại sinh ra Trịnh Tráng nối ngôi chúa Trịnh. Bản thân Đặng Huấn và con cháu của ông đã từng trực tiếp tham gia vào cuộc chiến tranh lâu dài giữa chúa Trịnh và nhà Mạc, góp công vào việc lập nên và củng cố chính quyền Lê Trịnh lúc bấy giờ. Trong những năm Đức Long thơi vua Lê Thần Tông, Thanh Đô vương Trịnh Tráng nhớ đến công lao của các công thần bèn cho phối hưởng 4 người vào cung miếu của 4 trấn, trong đó có Đặng Huấn.
Bên cạnh công huân là yếu tố thân thích từ ban đầu, gia tộc họ Đặng liên tục nắm giữa quân đội nhà Trịnh, nhiều thế hệ nhậm chức quan lớn trong triều đình Lê Trịnh, có người được phong chức tước. Trong cuốn Lịch triều hiến chương loại chí của Phan Huy Chú có ghi lại một câu tục ngữ được truyền tụng trong dân gian cuối thời Lê trung hưng là "Đánh giặc họ Hàm, làm quan họ Đặng". Trong đó "Đánh giặc họ Hàm" là nói về dòng dõi danh tướng Đinh Văn Tả ở Hàm Giang, Cẩm Giàng, Hải Dương, có nhiều tướng nổi tiếng về chỉ huy thủy quân và đánh thủy chiến. Còn "làm quan họ Đặng" chính là nói về dòng dõi Đặng Huấn, với các con cháu đều được phong công, phong hầu, nhiều người làm trấn thủ các tỉnh lớn, có người làm đến Bồi tụng, nhiều đời thông gia với chúa Trịnh, quyền uy nhất mực một thời.
Họ Đặng Lương Xá tiếp tục phát triển cho đến giữa thế kỷ 18 thì bị ảnh hưởng bởi sự suy thoái của chính quyền Lê Trịnh khi phong trào Tây Sơn quật khởi, lần lượt đánh đổ hai tập đoàn cát cứ ở hai miền là chúa Trịnh và chúa Nguyễn. Ngay trong thời kỳ này, dòng họ Đặng xuất hiện một danh tướng là Đặng Tiến Đông lập nhiều công lớn, được hoàng đế nhà Tây Sơn là Quang Trung trọng dụng, truy tặng cho tổ tiên. Dòng họ Đặng của được phục hồi từ đây. Sau khi nhà Tây Sơn suy thoái, Nguyễn Ánh bắt đầu nổi dậy giành chính quyền, dòng họ Đặng lại xuất hiện Đặng Trần Thường theo phò tá Nguyễn Ánh, làm đến chức Thượng thư rồi Phó Tổng trấn Bắc thành.